# Am Markt 32 (Weismain)
Das Gebäude Am Markt 32 ist ein Fachwerkhaus am Marktplatz der oberfränkischen Stadt Weismain, mit der Adresse Am Markt 32. Unter der Nummer D-4-78-176-25 ist das Haus als Baudenkmal durch das Bayerische Landesamt für Denkmalpflege geschützt.

## Geschichte
Das Gebäude wurde vermutlich um 1600 errichtet. Um 1700 wurden das Obergeschoss sowie die Dachgeschosse neu errichtet.  Es diente seitdem bis heute als Wohn- und Geschäftshaus.

## Architektur
Das giebelständige Haus verfügt über ein massives, sandsteinernes Erdgeschoss. Darüber schließen sich in Fachwerkbauweise ein Obergeschoss und ein über zwei Stockwerke ragender Giebel an. Die einzelnen Geschosse sind durch Stockwerksgesimse voneinander optisch getrennt. Das Fachwerk ist mit nachgotischen Fachwerkschmuckformen versehen, darunter geschweifte Andreaskreuze in den Fensterbrüstungen, in den Dachgeschossen auch genast (sog. Feuerbock), sowie Viertel- und Halbkreisformen und geschwungene Streben. An der straßenseitigen Fassade des ersten Dachgeschosses befindet sich eine Tür, durch die Waren mit Hilfe des im Giebel angebrachten Lastenaufzugs (Umlenkrolle) direkt von der Straße in den Dachboden befördert werden konnten. Den Abschluss des Hauses bildet ein Satteldach.